# ماريانو روخاس
ماريانو روخاس (بالإسبانية: Mariano Rojas)‏ ولد بتاريخ 12 يونيو 1973 في مرسية، إسبانيا، وتوفي في 23 يونيو 1996 في مرسية، كان دراج إسباني.

## روابط خارجية
- ماريانو روخاس على موقع أرشيف الدراجات (الإنجليزية)
- ماريانو روخاس على موقع إحصائيات الدراجات الإحترافية (الإنجليزية)